# Франса Силва, Фелипе
Фелипе Алвес Франса да Силва (порт.-браз. Felipe Alves França da Silva; род. 14 мая 1987, Сузану, Сан-Паулу) — бразильский пловец, чемпион мира 2011 года, участник двух летних Олимпийских игр, многократный призёр чемпионатов мира на короткой воде и Панамериканских игр, экс-рекордсмен мира на дистанции 50 метров брассом.

## Спортивная биография
Заниматься плаванием Фелипе начал в три года в своём родном городе Сузану. В 13 лет Франса завоевал звание чемпиона Бразилии среди юниоров.
В 2008 году Франса Силва принял участие в летних Олимпийских играх в Пекине. На 100-метровке брассом бразильский пловец не смог пробиться даже в полуфинал, заняв общее 22-е место, отстав при этом от заветной 16-й позиции чуть более, чем на 0,3 секунды. В комбинированной эстафете сборная Бразилии с Фелипе в составе заняла 14-е место. 8 мая 2009 года в полуфинале национального чемпионата на дистанции 50 метров брассом Фелипе показал результат 26,89, что стало новым мировым рекордом. Это время продержалось чуть более 2-месяцев, пока его на 0,15 секунд не улучшил южноафриканец Камерон ван дер Бург. На чемпионате мира 2009 года Франса Силва завоевал первую значимую награду, став вторым на 50-метровке брассом, уступив при этом всего лишь 0,09 с. Камерону ван дер Бургу.
На первенстве мира на короткой воде 2010 года Франса Силва впервые в карьере стал чемпионом мира, придя первым к финишу на дистанции 50 метров брассом. Также по итогам этого чемпионата Фелипе стал обладателем ещё двух бронзовых наград. Свою самую значимую награду Франса Силва завоевал на чемпионате мира 2011 года в китайском Шанхае. На дистанции 50 метров брассом бразильский пловец занял первое место, показав результат 27,01 с. В октябре 2011 года Фелипе стал двукратным чемпионом Панамериканских игр, завоевав золотые медали на дистанциях 100 метров брассом и комбинированной эстафете 4×100. Этот результат бразилец повторил и четыре года спустя на Играх в канадском Торонто, став при этом обладателем и двух рекордов Панамериканских игр.
В 2012 году Франса Силва выступил на своих вторых Олимпийских играх. На 100-метровке брассом Фелипе с 15-м временем смог преодолеть предварительный раунд. В полуфинале бразилец показал результат 1:00,01, что позволило ему занять лишь итоговое 12-е место. В комбинированной эстафете бразильская сборная вновь не смогла пробиться в финал, заняв 15-е место.
Чемпионат мира на короткой воде 2014 года стал для Франсы Силвы триумфальным. Бразильский пловец стал единственным обладателем пяти золотых наград мирового первенства. Две победы Фелипе одержал в индивидуальных соревнованиях и ещё три в составе эстафетных сборных. Также на этом чемпионате на счету Фелипе сразу несколько рекордов. И на дистанции 50 метров, и на 100-метровке бразилец обновил рекорды Америки, а в комбинированной эстафете 4×50 метров сборная Бразилии установила новый мировой рекорд, равный 1:30,51. На чемпионате мира 2015 года в Казани Франса Силва был близок к завоеванию медали на своей коронной 50-метровой дистанции, но по итогам финального заплыва бразилец всего лишь 0,01 секунды уступил американцу Кевину Кордесу и занял 4-е место.